# Stephen Kim Sou-hwan

Stephen Kim Sou-hwan (Koreaans: 김수환) (Daegu, 8 mei 1922 – Seoel, 16 februari 2009) was een Koreaans rooms-katholiek kardinaal en aartsbisschop.
Hij studeerde van 1941 tot 1944 filosofie aan de Sophia-universiteit in Tokio en van 1947 tot 1951 aan de katholieke universiteit van Korea in Seoel. In 1951 werd hij tot priester gewijd. Na korte tijd parochiepriester te zijn geweest in Andong en secretaris aan het aartsbisdom Daegu, vertrok hij naar Duitsland om van 1956 tot 1963 sociologie te gaan studeren aan de universiteit van Münster. Kim werd in 1969 tot kardinaal benoemd door paus Paulus VI en werd in 1968 aartsbisschop van Seoel. Sinds 1966 was hij al bisschop van het nieuw opgericht bisdom Masan. Hij droeg de titel van kardinaal-priester van San Felice da Cantalice a Centocelle. Op zijn 46e was hij toen de jongste van het College van Kardinalen. Hij was toen ook de eerste Aziatische kardinaal.
In 1986 was Kim een der belangrijkste steunpilaren van de Zuid-Koreaanse democratiseringsbeweging. De kathedraal van Seoel werd het trefpunt van de demonstranten tegen de regering van Chun en bood asiel aan opposanten. Ook na de vreedzame machtswissel in 1988 bleef Kim de mensenrechtenbeweging in Zuid-Korea steunen.
In 1998 ging kardinaal Kim met emeritaat als aartsbisschop van Seoel. Na de dood van Franz Koenig in 2004 werd hij de kardinaal met het grootste aantal dienstjaren, samen met twee andere kardinalen, die eveneens in 1969 benoemd waren. Bij de plechtigheden tijdens de sede vacante na de dood van paus Johannes Paulus II werd de functie van protopresbyter (senior kardinaal-priester) echter uitgeoefend door Eugenio de Araujo Sales, eveneens in 1969 tot kardinaal benoemd, maar met meer dienstjaren als priester en bisschop dan Kim.